# Macronemurus sandoanus
Macronemurus sandoanus är en insektsart som beskrevs av Navás 1936. Macronemurus sandoanus ingår i släktet Macronemurus och familjen myrlejonsländor. Inga underarter finns listade i Catalogue of Life.